# Reino da Albânia (Idade Média)
O Reino da Albânia (em albanês:  Mbretëria e Arbërisë; em latim: Regnum Albaniae) foi uma dependência angevina nos Bálcãs medievais, em sua extensão máxima correspondente aproximadamente à Albânia moderna, e centrada em Durrës.

## História
O Reino da Albânia foi fundado por Carlos I, Conde de Anjou, em fevereiro de 1272, com a conquista de Durrës. Durrës foi conquistada do Império Bizantino com o apoio de caudilhos albaneses locais, após Carlos prometer-lhes restaurar determinadas antigas liberdades. Anteriormente, as terras albanesas eram reivindicadas por Manfredo da Sicília, mas este, carecendo do domínio de fato sobre as mesmas, as cedera a Carlos no Tratado de Viterbo em 1267, junto com a maior parte das terras que no passado pertenceram ao Império Latino. Carlos perdeu a maior parte de suas terras após uma ofensiva bizantina que culminou em um cerco a Durrës em 1274, mas manteve a própria, além de Krujë e Vlora. Entre 1279 e 1280, contudo, recuperou a maior parte de suas terras, com apoio da Sérvia e da Bulgária. Seguiu-se uma recaptura de Durrës por Andrônico II Paleólogo em 1288 sob o reinado de Carlos II, filho de Carlos I.
O Reino seguiu inexistente de facto, embora seus direitos continuassem sendo dinasticamente circulados. Em 1302, contudo, Filipe I de Tarento, filho de Carlos II, iniciou preparações para conquistar Durrës em 1302 com apoio dos católicos locais. Com a morte de Filipe I em 1332, João de Gravina comprou direitos sobre Durrës, transmitindo-os com sua morte em 1336 a seu filho Carlos de Gravina. Seguiram-se tensões com a Sérvia até Ducham, o Grande reconquistar toda a Albânia em algum momento até 1346. Em 1368, o caudilho albanês Carlos Thopia, que tinha uma antiga reivindicação à Albânia, tomou Durrës com apoio dos cidadãos locais, episódio que pôs fim ao reino, iniciando o período do Principado da Albânia.